# Matti Schindehütte

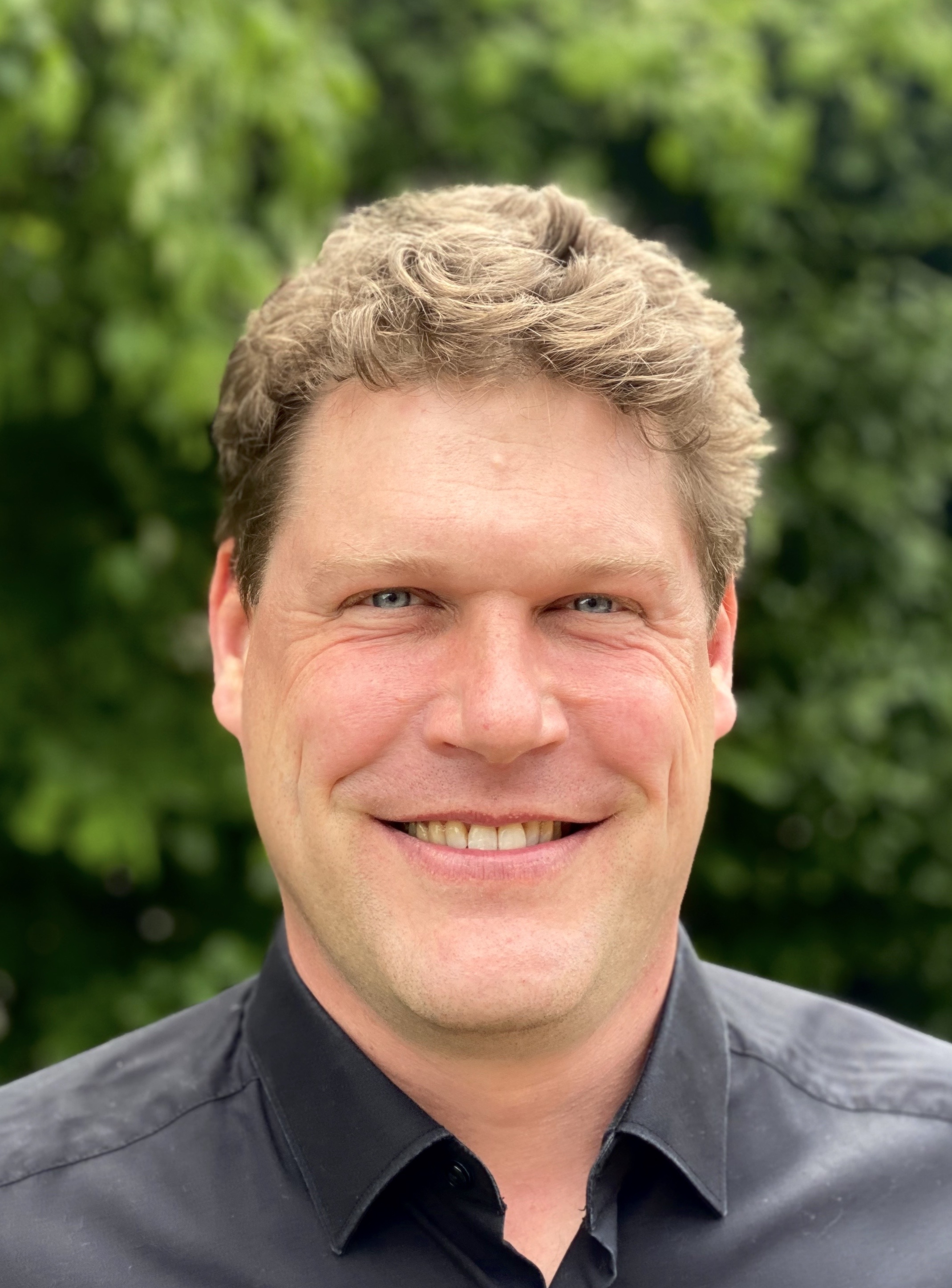
Matti Schindehütte, 2020

Matti Justus Schindehütte (geborener Lembke; * 19. April 1975 in Hamburg) ist ein deutsch-finnischer Pastor und evangelischer Theologe.

## Leben
Matti Schindehütte wurde in Hamburg-Altona geboren und wuchs als jüngstes von drei Kindern der Textildesignerin Marjatta Lembke-Seppälä und des Pastors Ingo Lembke in den Gemeinden Halstenbek-Rellingen-Krupunder auf.
Nach dem Abitur auf der Julius-Leber-Schule in Hamburg-Schnelsen erfolgte sein Zivildienst im Diakonischen Werk Hamburg. Vor seinem Studium ging er für ein Vierteljahr als Steward in das „Seafarers & International House“ nach Manhattan/New York.
Schindehütte ist mit der Pfarrerin Katrin Schindehütte verheiratet. Sie haben vier Kinder.

## Wissenschaft
Als Kandidat der Nordkirche studierte Schindehütte Evangelische Theologie (1996–2001) an der Universität Hamburg und an der Georg-August-Universität Göttingen, wo er als Stipendiat im Theologischen Stift lebte. Schindehütte war von 2001 bis 2006 in Hamburg als Wissenschaftlicher Mitarbeiter am Fachbereich Evangelische Theologie tätig und absolvierte ein Ergänzungsstudium "Master of Higher Education" (2003–2005) am Interdisziplinären Zentrum für Hochschuldidaktik im Kurs von Rolf Schulmeister (heutiges Zentrum für Hochschul- und Weiterbildung).
2006 promovierte er als Schüler von Olaf Schumann zum Doktor der Theologie über das Thema Zivilreligion als Verantwortung der Gesellschaft. Religion als politischer Faktor innerhalb der Entwicklung der Pancasila Indonesiens. Seine Dissertation liefert zahlreiche historische Dokumente zur Politisierung von Religion in Südostasien. Es folgte die freie Mitarbeit im Forschungsprojekt des Schweizerischen Nationalfonds Religionswechsel, Konfessionswechsel und Bekehrung in religiös pluralen Gesellschaften (2008–2011). 2018 war Schindehütte Gastredner im Rahmen der Tagung: "Pancasila in the context of global ideologies" auf Einladung der indonesischen Regierung.

## Kirche
Mit Beginn der Ausbildung zum Pfarrer wechselte Schindehütte in die Heimat seiner Frau nach Nordhessen und absolvierte sein Vikariat in der Evangelischen Kirche von Kurhessen-Waldeck (Wellerode 2006–2008).
In den Jahren 2008–2020 wirkte er als evangelischer Pfarrer im Kirchspiel Elnhausen. Er war Theologischer Studienleiter des Pfarrkonventes Marburg/Land (2010–2014), Vikarsmentor im Ausbildungsdienst und Mitglied der Kammer für Mission und Ökumene (2010–2016, Schwerpunkt: Islam).
Für die Periode 2014–2020 wurde Schindehütte von der Synode zum stellvertretenden Dekan im Kirchenkreis Marburg gewählt. In diese Zeit fällt sein Engagement um das Pilotjahr Freiwilligenkoordination 2014 und das Pilotprojekt "Trauungen in der Eventgastronomie" (2015–2017) in Zusammenarbeit mit der Dammühle und dem Hofgut Dagobertshausen.
2019 erhielt Ehepaar Schindehütte durch den Bischofsrat das Bewerbungsrecht auf Pfarrstellen in der Nordkirche. Matti Schindehütte wurde Anfang 2020 zum Pastor an der Auferstehungskirche der Kirchengemeinde Großhansdorf-Schmalenbeck ernannt. Seine Frau wurde im Frühjahr 2021 Pastorin an St. Stephan in Wandsbek-Gartenstadt, bevor sie zur Pastorin an der Hauptkirche St. Nikolai in Harvestehude gewählt wurde.
In diese Zeit fällt das Projekt "Raum für Großhansdorf" der Kirchengemeinde, das vom Kabinett der Landesregierung Schleswig-Holstein mit einer Förderung in Höhe von €500.000,00 gewürdigt wurde. Die Mittel stammen aus dem Europäischen Landwirtschaftsfonds für die Entwicklung des ländlichen Raums (ELER).
2024 wurde Matti Schindehütte von Bischöfin Fehrs zum Pastor an der Flottbeker Kirche ernannt.

## Diakonie / Engagement
Schindehütte ist seit 2011 Vorstandsvorsitzender des Kerstin Heim e.V., einer diakonischen Einrichtung in Hessen, 1962 gegründet von Ursula und Tom Mutters. Der Verein ist Träger des Ursula-Mutters-Internats (UMI), einer heilpädagogischen Einrichtung mit angeschlossener Förderschule für Kinder und Jugendliche mit geistiger Beeinträchtigung.
Zudem entscheidet er als berufenes Mitglied über die grundsätzliche Angelegenheiten der blista Deutsche Blindenstudienanstalt, dem bundesweiten Kompetenzzentrum für Menschen mit Blindheit und Sehbehinderung.

## Politik
Schindehütte war als Mitglied der Grün-Alternativen Liste Hamburg (1999–2006) stellvertretender Fraktionsvorsitzender in der Bezirksversammlung Altona (2001–2004). Als Mitglied des Kreisvorstandes unterschrieb er den Kooperationsvertrag mit der CDU (2004–2008) und war einer der Wegbereiter für die erste schwarz-grüne Koalition in Hamburg 2008.
Im Sommer 2017 wurde Schindehütte Mitglied der Christlich Demokratischen Union Deutschlands (CDU).

## Kunst
Seit 2015 ist Schindehütte künstlerisch als Genrefilm-Produzent aktiv. Einige seiner Filme gehörten zur Auswahl renommierter Filmfestivals. Im Jahr 2016 startete er mit Oliver Tietgen das bisher unvollendete Science-Fiction-Film-Projekt Violent Starr, bei welchem in den Raumschiffmodellen auf CGI verzichtet werden soll. Der geplante Titelsong "Violent Starr" wurde von der Trash-Metal Band Warpath komponiert. Dieser Kollaboration entsprang auch das Musikvideo "Robot Girl" für die deutsche Hip-Hop Formation Fettes Brot (2019).

## Bibliografie (Auswahl)
- Und die anderen Religionen? Glaubenserziehung über den eigenen Tellerrand hinaus im Blick haben, in: Tobias Künkler u. a. (Hrsg.): Frei erziehen - Halt geben. Christliche Erziehung für unperfekte Eltern. Ein Praxisbuch, SCM R. Brockhaus 2017.
- Konversion und Religionsrecht in Malaysia und Indonesien. In: Christine Lienemann-Perrin, Wolfgang Lienemann (Hrsg.): Religiöse Grenzüberschreitungen. Studien zu Bekehrung, Konfessions- und Religionswechsel (= StAECG 20), Harrassowitz Verlag, Wiesbaden 2012, S. 763–795.
- Indonesien und Malaysia. In: Markus Porsche-Ludwig, Jürgen Bellers (Hrsg.): Religionen in den Ländern der Welt (Handbuch). Bautz-Verlag, 2012.
- Islam ‚Made in Japan’. Vom Halbmond im Reich der aufgehenden Sonne. Religion als politischer Faktor innerhalb der Unabhängigkeitsbewegung Südostasiens. In: Edith Franke, Katja Triplett (Hrsg.): Konvergenzen und Divergenzen religiöser und politischer Systeme Asiens (= Religiöse Gegenwart Asiens/Studies in Modern Asian Religions), LIT-Verlag 2010, S. 101–116.
- mit Detlef Görrig: Geschwister – Gegner – Konkurrenten. Von der ‚Mohammedaner-Mission’ zum christlich-islamischen Dialog. Stationen missions-wissenschaftlicher Wahrnehmungen des Islam 1910-2010. In: ZMiss (2008), S. 382–399.
- Religion als politischer Faktor. Erinnerungen an die Dschihadisierung der deutsch-türkischen Waffenbruderschaft. In: ZMiss (2007), S. 10–20.
- Zivilreligion als Verantwortung der Gesellschaft. Religion als politischer Faktor innerhalb der Entwicklung der Pancasila Indonesiens. Abera Verlag, Hamburg 2006, ISBN 3-934376-80-0